# (23492) 1991 RA20
(23492) 1991 RA20 est un astéroïde de la ceinture principale d'astéroïdes découvert en 1991.

## Description
(23492) 1991 RA20 a été découvert le 14 septembre 1991 à l'observatoire Palomar, situé au nord de San Diego en Californie, par Henry E. Holt.

### Caractéristiques orbitales
L'orbite de cet astéroïde est caractérisée par un demi-grand axe de 2,40 UA, un périhélie de 2,03 UA, une excentricité de 0,15 et une inclinaison de 5,83° par rapport à l'écliptique. Du fait de ces caractéristiques, à savoir un demi-grand axe compris entre 2 et 3,2 UA et un périhélie supérieur à 1,666 UA, il est classé, selon la JPL Small-Body Database, comme objet de la ceinture principale d'astéroïdes.

### Caractéristiques physiques
(23492) 1991 RA20 a une magnitude absolue (H) de 14,4 et un albédo estimé à 0,214.